# Myomimus
Myomimus es un género de roedores esciuromorfos de la familia Gliridae propios de Bulgaria y Oriente Medio.

## Especies
Se reconocen las siguientes especies:
- Myomimus personatus
- Myomimus roachi
- Myomimus setzeri